# Obruchev Hills
Obruchev Hills är en kulle i Antarktis. Den ligger i Östantarktis. Australien gör anspråk på området. Toppen på Obruchev Hills är 79 meter över havet.
Terrängen runt Obruchev Hills är platt åt nordväst, men åt sydost är den kuperad. Trakten är obefolkad. Det finns inga samhällen i närheten. 